# Jopi
Jopi (en georgiano: ხოფი; en abjasio: Хәаԥ, romanizado: Juap) es un pueblo que pertenece a la parcialmente reconocida República de Abjasia, parte del distrito de Gudauta, aunque de iure pertenece al municipio de Gudauta de la República Autónoma de Abjasia de Georgia.

## Geografía
Jopi es el pueblo más alto del distrito, a orillas de río Egri y está situado a 16 km al norte de Gudauta. Limita con los montes de Bzipi en el norte, Otjara en el oeste; Duripshi por el este y hacia el sur está Yirjva.

## Historia
En el siglo XIX y principios del siglo XX, el pueblo era parte de la vecina Yirjva. Más tarde, Jopi fue arrancado de Yirjva y recibió su nombre Jopi del georgiano. Alexander Ankvab, el tercer presidente de Abjasia, creció en este pueblo.
Sin embargo, tras el estallido de la guerra en Abjasia (1992-1993), los georgianos abandonaron el pueblo y el nombre oficial cambió a Juap.

## Demografía
La evolución demográfica de Jopi entre 1959 y 2011 fue la siguiente:
| 692                                                 | 731 | 541 |
| (Fuente: Population of Abkhazia since Soviet times) |     |     |

La población ha sufrido un descenso de la población por la guerra. Actualmente, y en el pasado también, la inmensa mayoría de la población son abjasios.
|              | 2011      | 2011       |
| Grupo étnico | Población | Porcentaje |
| ------------ | --------- | ---------- |
| Georgianos   | 1         | 0,2%       |
| Abjasios     | 538       | 99,4%      |
| Rusos        | 1         | 0,2%       |
| Total        | 541       | 100%       |

## Infraestructura

### Arquitectura y monumentos
El pueblo alberga la iglesia de San Nicolás, construida entre los siglos X y XII.

## Personas ilustres
- Katz Maan (1766-1864): militar y político abjasio que fue Primer Ministro de los príncipes de Abjasia Jorge II Shervashidze y Miguel Shervashidze.